# Distretto di Ngan Son
Il distretto di Ngan Son (vietnamita: Ngân Sơn) è un distretto (huyện) del Vietnam che nel 2019 contava 29.269 abitanti.
Occupa una superficie di 644 km² nella provincia di Bac Kan. Ha come capitale Na Phac.